# Ulysse se moquant de Polyphème
Ulysse se moquant de Polyphème ou Ulysse bravant Polyphème est un tableau peint en 1829 par William Turner. Il mesure 133 × 203 cm. Il est conservé à la National Gallery à Londres. 

## Thème
Telles sont, pour partie, les paroles outrageantes qu'Ulysse adresse à Polyphème : « Ce ne sont point les compagnons d'un lâche que tu as dévorés en les égorgeant avec violence dans ta grotte profonde ! Homme cruel, tes horribles forfaits devaient être expiés, puisque tu n'as pas craint de manger tes propres hôtes dans ta demeure ! Jupiter et les autres dieux t'ont puni ! ».

## Composition
Polyphème dont on distingue la tête, en haut de la montagne, dirigée vers le ciel, observe (son unique œil ayant été crevé) sans aucun doute le bateau, mais son regard n'est dirigé que par la résonance des paroles d'Ulysse qui se tient face à lui sur le navire.
Le pavillon fait apparaître une allusion au cheval de Troie, qui personnifie la ruse d'Ulysse; Ulysse porte en lui la Mètis.
Sous le bateau, les tritons, fils du Dieu de la mer, essaient de perturber la navigation d’Ulysse. À gauche, en bas, on distingue des flammes dans une caverne ; à l’horizon, on devine Apollon qui conduit son char (on aperçoit la tête des chevaux) ; à la proue du navire, des Néréides brandissent des étoiles scintillantes.

## Analyses de l’œuvre
Ce tableau fut considéré par le critique John Ruskin comme la toile centrale de l’œuvre de Turner pour sa technique parfaite.